# Océanite à ventre noir
Fregetta tropica
Espèce
Synonymes
- Thalassidroma tropica

Statut de conservation UICN

 LC  : Préoccupation mineure
L'Océanite à ventre noir (Fregetta tropica) est une espèce d'oiseaux de la famille des Oceanitidae.

## Répartition et sous-espèces
D'après la classification de référence (version 14.1, 2024) de l'Union internationale des ornithologues, l'Océanite à ventre noir possède 2 sous-espèces :
- Fregetta tropica tropica, (Gould, 1844) — îles subantarctiques (dont Crozet et Kerguelen) ;
- Fregetta tropica melanoleuca, Salvadori, 1908 — Tristan da Cunha (archipel).